# Вивьен, Леонид Сергеевич
Леони́д Серге́евич Вивье́н (урожд. Вивьен де Шатобрен, фр. Vivien de Châteaubrun; 17 (29) апреля 1887, Воронеж, Российская империя — 1 августа 1966, Ленинград, СССР) — русский и советский театральный режиссёр, актёр и педагог. Основатель Театра актёрского мастерства (1928—1938). Художественный руководитель Ленинградского театра драмы имени А. С. Пушкина (1938—1966). Лауреат Сталинской премии 2-й степени (1951), народный артист СССР (1954). Кавалер ордена Ленина (1957).

## Биография

### Ранние годы
Леонид Вивьен родился в Воронеже. Его отец, Сергей Александрович, принадлежал к дворянскому роду Вивьен де Шатобрен, имел французские корни: в XVIII веке род перебрался из Франции в Польшу, а в XIX веке — в Россию. Его прадедом был художник Иосиф-Евстафий Иосифович Вивьен де Шатобрен. Дед, отец, дядя и братья, Сергей и Александр, выбрали профессию инженера. Мать — Елена Дмитриевна (в девичестве Полякова), увлекалась любительским театром, её сестра танцевала в Большом театре, племянница, Гали Большакова, была солисткой Мариинского театра, заслуженной артисткой РСФСР.
В 1904 году Леонид окончил Воронежскую первую классическую гимназию; во время учёбы начал выступать в студенческих спектаклях, играя Хлестакова, Чацкого и другие роли. За год до выпуска познакомился с актёром Малого театра Николаем Падариным, прочёл ему несколько стихотворений и получил совет идти в театральное училище, но отец выступил против.
В 1904 году поступил в Санкт-Петербургский политехнический институт на электромеханическое отделение по специальности инженер железобетонных конструкций. В 1910 году во время работы над дипломным проектом узнал, что Владимир Давыдов набирает курс в Императорское петербургское Театральное училище, не стал защищаться и сдал экзамены на драматические курсы.

### Александринский театр
С 1911 года выступал в массовке Александринского театра и летних гастрольных поездках, на последнем курсе также посещал студию на Бородинской Всеволода Мейерхольда. В сентябре 1913 года был зачислен в труппу театра с зачётом двухгодичной практики и назначен ассистентом Давыдова, тогда же начал педагогическую деятельность, преподавал в школе-студии при Александринском театре.
В 1915—1917 годах ему уже доверяли крупные роли, такие как Хлестаков в «Ревизоре», Вася в «Горячем сердце», Борис в «Грозе», Господин и Тот («Тот, кто получает пощёчины»), Трофимов в «Вишневом саде», Каренин в «Живом трупе», князь Звездич в «Маскараде», Пётр в «Мещанах» и другие. В ноябре 1917 года вошёл в состав Временного комитета по управлению Александринским и Михайловским театрами.
В декабре 1919 года по доносу был арестован ЧК по подозрению в участии в контрреволюционной организации. В дело вмешался лично Владимир Ленин, пославший телеграмму с пометкой «Вне очереди. Сообщить мне час вручения телеграммы. Самара. Особый отдел Туркфронта. Бокию. Сообщите серьёзны ли улики против Леонида Сергеевича Вивьена…». 20 апреля 1920 года Вивьена освободили по ходатайству различных лиц без предъявления обвинения. Впоследствии при фразе «Вас вызывают (приглашают, просят прийти)», Вивьен спрашивал: «С вещами или без?».
С 1920 года продолжил играть в спектаклях Александринского театра (на тот момент Государственного театра драмы или Ак-драмы). В декабре 1923 года вошёл в состав руководства Театра-студии при Ак-драме, а в феврале 1924 года дебютировал на сцене Ак-драмы в качестве режиссёра с постановкой «Скандалистов» («Первая пьеса Фанни») по Бернарду Шоу, где также исполнил роль Дюбалле. Вскоре он поставил «Поджигателей» Бориса Папаригопуло по романам Эптона Синклера для Театра Народного дома, «Пигмалиона» для Малого академического театра, «Смерть Пазухина» по Михаилу Салтыкову-Щедрину и «Пугачевщину» по Константину Тренёву для Ак-драмы и другие, включая ряд учебных спектаклей при театральных студиях.

### Театр актёрского мастерства
В мае 1927 года вместе с Василием Меркурьевым, Юрием Толубеевым, Михаилом Екатерининским и другими учениками мастерской Вивьена в Техникуме сценических искусств создал Театр стажёров, через год реорганизованный в Театр актёрского мастерства (ТАМ), который под разными названиями просуществовал до 1938 года под неизменным руководством Вивьена. С 1929 года они играли в здании бывшей Голландской церкви на Невском проспекте. В феврале 1930 года Вивьен поставил «Мы должны хотеть» по пьесе Виталия Державина, после которой Сергей Цимбал писал, что «ТАМ — один из очень немногих в Ленинграде коллективов, работающих в едином актёрском плане», а Меркурьев и Толубеев «выходят в первый актёрский ряд Ленинграда».
Вивьен совмещал работу в ТАМ и Государственном театре драмы, а в марте 1932 года ТАМ официально стал его филиалом и был перенесён в помещение театра «Пассаж». В сентябре состоялись празднования 100-летия театра, тогда же Вивьену было присвоено звание заслуженного артиста РСФСР.
Осенью 1933 года филиал Ак-драмы вошёл в состав ленинградского Театра Красной Армии, а Вивьен был назначен его художественным руководителем. Играли на сцене выборгского Дома культуры. В декабре 1935 года театр вновь реорганизовали в передвижной («Театр под руководством Л. С. Вивьена»), а в октябре 1936 года объединили с Театром имени ЛОСПС (Ленинградского областного совета профессиональных союзов) в Реалистический театр.

### Театр драмы
В ноябре 1936 года Вивьен был назначен главным режиссёром Государственного театра драмы при художественном руководителе Сергее Радлове. В 1937—1938 годах поставил пьесу «Фландрия» Викторьена Сарду. В марте 1938 года Радлов покинул свой пост, и Вивьен был назначен художественным руководителем театра, оставив руководство Реалистическим театром. Этот пост он занимал до конца жизни.
В мае 1940 года прошла декада «Показ театрального и музыкального искусства Ленинграда в Москве». Театр драмы впервые в полном составе выехал в столицу, где показывал свои лучшие спектакли: «Маскарад», «Лес», «Ленин» Алексея Каплера и Татьяны Златогоровой, «Фландрия», «Свадьба».
С началом Великой Отечественной войны вместе с театром эвакуировался в Новосибирск, где в помещении театра «Красный факел» продолжал работу в качестве режиссёра и актёра. В частности, возобновил спектакль «Платон Кречет» по Александру Корнейчуку, поставил «Русских людей» по Константину Симонову и «Кремлёвские куранты», сыграв Забелина. В июне 1944 года театр вернулся в Ленинград, и уже в сентябре открыл новый сезон.
Спектакли, поставленные режиссёром, отличались глубиной раскрытия авторского замысла, чёткой психологической разработкой характеров. Его актёрские работы отличала чёткость внешнего рисунка и острота социальных характеристик, мастерская лепка характеров.

### Преподавание
С июня 1918 года входил в состав театральной и педагогической секции Петроградского Театрального отдела Наркомпроса, где вместе с Мейерхольдом разработал проект положения о Школе актёрского мастерства (ШАМ). В 1918—1922 годах был художественным руководителем ШАМ, в 1922 году преобразованную в Институт сценических искусств (ИСИ) путём слияния с другими школами. В декабре Вивьена избрали ректором ИСИ, он сохранял эту позицию вплоть до очередного преобразования института в Техникум сценических искусств (ТСИ) в 1925 году.
С 1925 по 1966 год преподавал в ТСИ (позднее Ленинградском государственном институте театра, музыки и кинематографии). В 1940 году ему присвоили звание профессора по кафедре «Мастерство актёра», где он преподавал до 1950 года. С 1944 года преподавал режиссуру, с 1957 года — заведующий кафедрой режиссуры. Среди его учеников были Николай Симонов, Василий Меркурьев, Рубен Агамирзян, Юрий Толубеев, Ольга Казико, Елена Карякина.
С 1961 года вёл совместное обучение творческим дисциплинам студентов режиссёрского и актёрского факультетов в Театральном институте имени А. Н. Островского.

### Прочее
В январе 1919 года служил главным режиссёром Театра милиционеров Городской охраны, а в ноябре создал две передвижные театральные труппы для обслуживания фронтов Гражданской войны. В сентябре 1923 года входил в труппу театра «Вольная комедия» в качестве актёра и руководителя студийных работ, принимал участие в программах «Балаганчика» Николая Петрова.
Член ВКП(б) с 1945 года. С 1948 года — депутат Ленсовета и член постоянно действующей комиссии по культурно-просветительной работе. Тогда же опубликовал статью в журнале «Советское искусство», в которой критиковал усиливающуюся цензуру со стороны Комитета по делам искусств, требуя предоставить руководству театров больше прав и перестать «навязывать свои вкусы театрам, совершенно не считаясь с запросами театральных коллективов». С 1956 года состоял в составе Художественного совета Министерства культуры СССР.

### Смерть

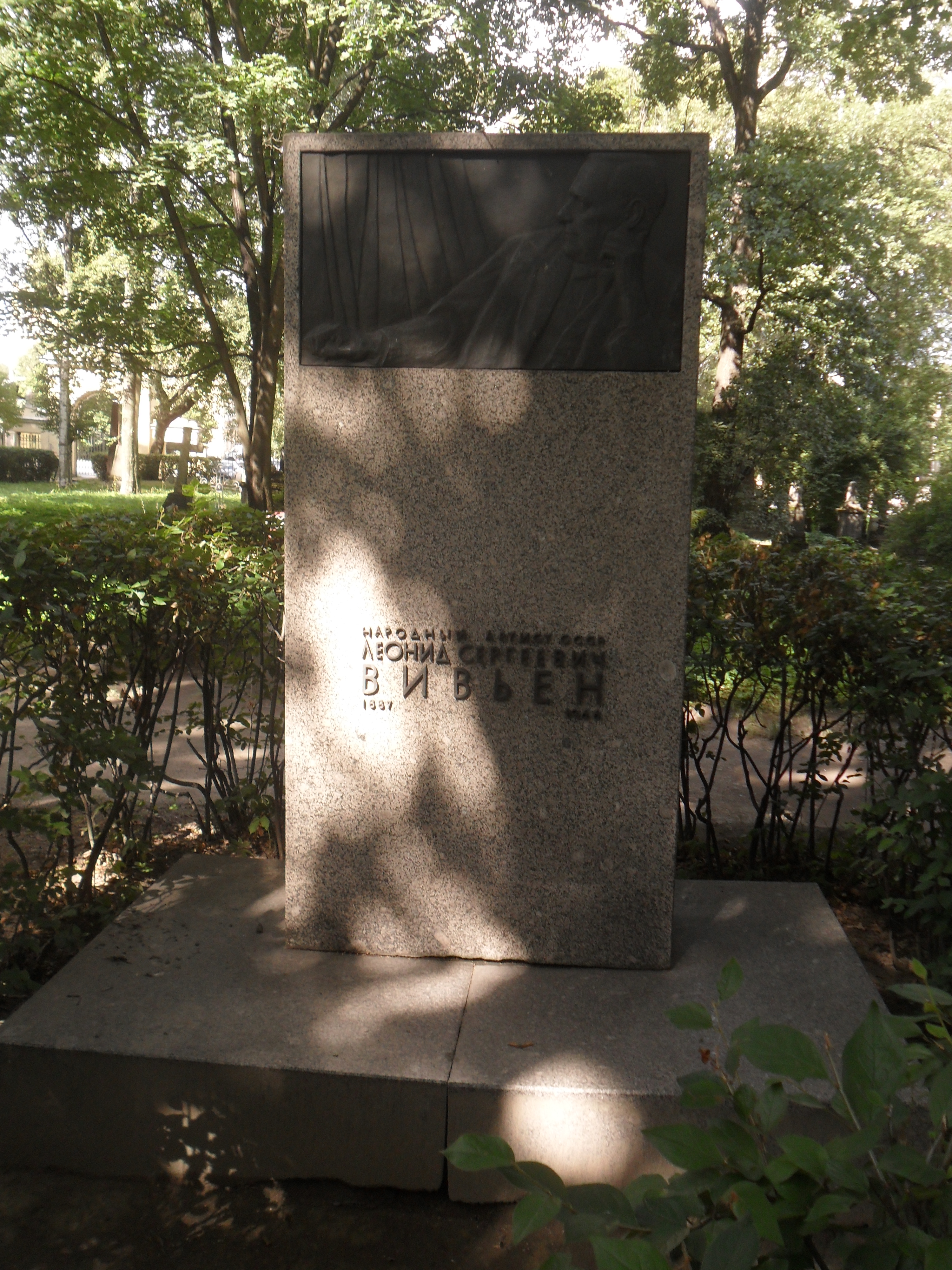
Могила Вивьена на Литераторских мостках

Последний год занимался подготовкой спектакля по пьесе «Маскарад», о которой мечтал много лет. Как писал режиссёр ещё в 1964 году, «нам хочется создать свой оригинальный сценический вариант бессмертной лермонтовской драмы, по-новому, глазами сегодняшнего человека прочесть пьесу».
Леонид Сергеевич Вивьен скончался 1 августа 1966 года на 80-м году жизни в Ленинграде после тяжёлой болезни. Похоронен на Литераторских мостках Волковского кладбища.

### Семья
- Жена — Евгения Михайловна Вольф-Израэль (1897—1975), театральная актриса, народная артистка РСФСР.
- Дочь — Марина Леонидовна Вивьен (1925—2020), актриса и театровед. С 1986 года — директор музея Академии русского балета имени А. Я. Вагановой.

## Творчество

### Театральные роли
В студии у Всеволода Мейерхольда
- «Маскарад» М. Ю. Лермонтова — Пьеро
- «Доходное место» А. Н. Островского — Василий Николаевич Жадов
- «Обрыв» по И. А. Гончарову — Борис Павлович Райский
- «Порыв» Н. О. Ракшанина — Томилин

Ленинградский академический театр драмы имени А. С. Пушкина
- «Маскарад» М. Ю. Лермонтова — Евгений Александрович Арбенин
- «Бесприданница» А. Н. Островского — Юлий Капитонович Карандышев[3]
- «На всякого мудреца довольно простоты» А. Н. Островского — Егор Дмитриевич Глумов
- «Без вины виноватые» А. Н. Островского — Незнамов
- «Ревизор» Н. В. Гоголя — Хлестаков
- «Пигмалион» Б. Шоу — Хиггинс
- «Мещане» М. Горького — Пётр
- «Дети солнца» М. Горького — Протасов
- «Враги» М. Горького — Яков Бардин
- «Отелло» У. Шекспира — Яго
- «Эуген несчастный» Э. Толлера — Эуген
- «Платон Кречет» А. Е. Корнейчука — Платон Иванович Кречет
- «Страх» А. Н. Афиногенова — Бобров
- «Кремлёвские куранты» Н. Ф. Погодина — Антон Иванович Забелин
- 1936 — «Трус» А. А. Крона — Василий Барыкин
- 1939 — «Родной дом» Б. С. Ромашова — троцкист Шатов
- 1943 — «Нашествие» Л. М. Леонова — Таланов-отец

### Постановки в театре
Ленинградский театр драмы имени А. С. Пушкина
- 1924 — «Смерть Пазухина» М. Е. Салтыкова-Щедрина
- 1924 — «Пугачёвщина» К. А. Тренёва[3]
- 1926 — «Виринея» Л. Н. Сейфуллиной и В. П. Правдухина
- 1939 — «Родной дом» Б. С. Ромашова
- 1940 — «Макбет» У. Шекспира
- 1942 — «Русские люди» К. М. Симонова
- 1943 — «Нашествие» Л. М. Леонова
- 1945 — «Великий государь» В. А. Соловьёва
- 1946 — «Дядя Ваня» А. П. Чехова
- 1947 — «Жизнь в цвету» А. П. Довженко
- 1949 — «Незабываемый 1919-й» В. В. Вишневского (совместно с В. А. Мехнецовым)
- 1952 — «Северные зори» Н. Н. Никитина
- 1952 — «Ревизор» Н. В. Гоголя
- 1954 — «Чайка» А. П. Чехова
- 1957 — «На дне» М. Горького (совместно с А. Н. Даусоном)
- 1957 — «Игрок» по Ф. М. Достоевскому (совместно с В. В. Эренбергом)
- 1958 — «Бег» М. А. Булгакова
- 1959 — «Всё остаётся людям» С. И. Алёшина (совместно с А. Н. Даусоном)
- 1961 — «Друзья и годы» Л. Г. Зорина (совместно с В. В. Эренбергом)
- 1962 — «Маленькие трагедии» А. С. Пушкина
- 1963 — «Журбины» по В. А. Кочетову (совместно с А. Н. Даусоном)
- «Платон Кречет» А. Е. Корнейчука
- «Шторм» В. Н. Билль-Белоцерковского
- «Дума о Британике» Ю. И. Яновского

Театр под руководством Л. С. Вивьена
- «Правда хорошо, а счастье лучше» А. Н. Островского[3]
- «Чапаев» по Д. А. Фурманову
- «Борис Годунов» А. С. Пушкина

### Фильмография
Актёр
- 1913 — Обрыв — Райский (фильм не сохранился)[6]
- 1937 — Балтийцы — Ростовцев
- 1949 — Александр Попов — Тыртов

Режиссёр
- 1920 — Взятие Зимнего дворца (совместно с другими)
- 1966 — Маленькие трагедии (фильм-спектакль) (совместно с А. Н. Даусоном и Л. И. Федотовой)
- 1971 — Каменный гость (фильм-спектакль) (совместно с А. Н. Даусоном и Л. А. Пчёлкиным)
- 1971 — Маленькие трагедии (фильм-спектакль) (совместно с А. Н. Даусоном и Л. А. Пчёлкиным)

## Звания и награды
- Заслуженный деятель искусств РСФСР (1940)
- Народный артист РСФСР (1946)
- Народный артист СССР (1954)
- Сталинская премия второй степени (1951) — за постановку спектакля «Незабываемый 1919-й» В. В. Вишневского
- Орден Ленина (1957)
- Орден Трудового Красного Знамени (1939)
- Орден «Знак Почёта» (01.04.1938) — за исполнение роли командира Ростовцева в фильме «Балтийцы»
- Медаль «За оборону Ленинграда» (1944)
- Медаль «За доблестный труд в Великой Отечественной войне 1941—1945 гг.» (1945)
- Медаль «В память 250-летия Ленинграда» (1957)

## Память
Известны живописные и графические портреты Вивьена, исполненные ленинградскими художниками, в том числе Михаилом Труфановым (1958).